# Акватлон (гонка)
Акватлон — спортивная дисциплина, включающая в себя этап бега, затем этап плавания и затем ещё один этап бега, как одна из разновидностей плавание, а затем бег. Акватлон имеет некоторое сходство с триатлоном и является его простейшей формой. На международном уровне акватлон регулируется Международным союзом триатлона (ITU), в России регулятором является Федерация триатлона России (ФТР).
Стандартная дистанция по акватлону — 2,5 км бега, 1 км плавания и 2,5 км бега. Длинная дистанция состоит из 2 км плавания и 10 км бега. В зависимости от погодных условий правила позволяют изменять длину этапов.

## История
Соревнования, являвшиеся прообразом современного акватлона, были популярны с начала XX века среди спасателей. Американская ассоциация спасателей (National Surf Lifesaving Association of America), основанная в 1965 году, провела в том же году первые национальные соревнования по формуле бег — плавание — бег. Современные профессиональные спасатели соревнуются на стандартной дистанции бег 400 м + плавание 400 м + бег 200 м.